# 벨아일 해협

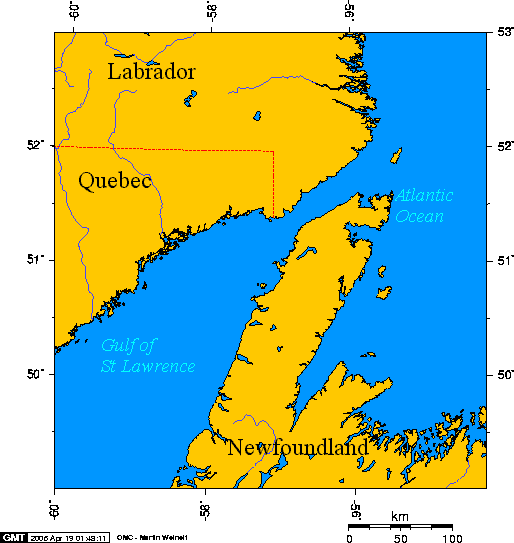
벨아일 해협

벨아일 해협(Strait of Belle Isle, 프랑스어: détroit de Belle Isle)은 캐나다 뉴펀들랜드 래브라도주의 해협으로 래브라도반도와 뉴펀들랜드섬 사이를 가르고 있다.
벨아일 해협은 세인트로렌스만의 북쪽 출구이다.
뉴펀들랜드 래브라도주의섬인 벨아일의 이름을 따서 붙여졌다.